# Bomu jezik
Bomu jezik (ISO 639-3: bmq; bobo, bobo wule, boomu, bore, zapadni bobo oule, zapadni bwamu, zapadni crveni bobo), jedan od 4 bwamu jezika, nigersko-kongoanska porodica, kojim govori oko 158 000 ljudi iz plemena Bwa (sing. Bonuu) u Maliju i Burkini Faso.
U Burkini se govori u provinciji Kossi (56 000; 1991); u Maliju na rijeci Bani (102 000; 1976 popis).
Ima tri dijalekta s nekoliko pod-dijalekata: dwemu, dahanmu i mao. Dwemu pod-dijalekti su: terekongo (terekoungo), wahu (između téné i rijeke bani), togo. Dahanmu pod-dijalekti su koniko, mandiakuy, bomborokuy.

## Vanjske poveznice
- Ethnologue (14th)
- Ethnologue (15th)
- [neaktivna poveznica]